# 虐殺

『マドリード、1808年5月3日』（ゴヤ）

虐殺（ぎゃくさつ）とは、惨い方法で殺すこと。むやみやたらに殺すこと。

## 概要
日本語（漢字）の「虐殺」は「むごたらしい方法で殺すこと」「残酷な手段で殺すこと」「むごい殺し方」である。英語のmassacreの意味は「多くの人を殺す行為」あるいは「短期間に多くの人を殺すこと」「多数の人々、特に戦闘に参加していない人々や自衛手段を持たない人々を殺害する事」であり、massacreの語源はフランス語のmacacre, macecle「屠殺場、肉屋、殺戮」であり、17世紀から18世紀にかけては、ただ残酷に殺害するという意味で人数に関係なく使用された事例がある。この語の元はおそらくラテン語のmacellum「食料品店、肉屋」に関連しているとみられ、ラテン語mactāre「殺す、虐殺する」とも関係があると考えられている。
政治学者のロバート・メルソンは、アルメニア人虐殺事件を研究するにあたり、次のような作業上の定義を設定した。すなわち【虐殺とは政治的行為者が、比較的無防備な多数の人々を意図的に殺害することを意味し…殺害が意図的であるためには、虐殺の動機が合理的である必要はなく…大量虐殺は、デマへの反応などさまざまな理由で実行される可能性があり…政治的虐殺…犯罪的または病的な大量虐殺とは区別されるべきであり…政治団体として、いうまでもなく国家やその機関が含まれるが、非国家的行為者も含まれる】。
歴史家のマーク・レヴェインは【複数の殺人がいつ虐殺になるかについて、不変のルールを定めることは不可能である。虐殺は個人によって行われるのではなく、集団によって行われるという事実は重要である。】【圧倒的な力、優れた力の使用】【合法的な大量処刑、準合法的な大量殺戮を含み】【ほとんどの場合、その行為がそれを目撃する社会の通常の道徳的範囲の外であり】【どのような戦争においても…このような殺害はしばしば容認される】と記述しており、大量処刑の特定の事例を除けば、虐殺は道徳的に受け入れられない性質を持たなければならないとしている。
漢字表現の「虐殺」には規模や数量、範囲の概念が含まれておらず、状態を表現する「虐：ギャク：しいたげる」及び行為を表現する「殺：サツ：ころす」の２文字のみで記述されるため、殺害の犠牲者が一人ないし少人数でも、あるいは「しいたげる」の定義に主観的範囲があるために、官憲による暴行、拷問死など、あるいは力を持つ側が力を持たない側を道徳的に受け入れられない理由で殺害した事件に対して「虐殺」と呼ぶことがある。
虐殺、大量虐殺、ジェノサイド、戦争犯罪、などの表現は隣接して使用されるが、ジェノサイド及び戦争犯罪については国際法上の定義がそれぞれ存在している（各記事参照）。

## 英語での表現
漢字としての「虐殺」の語義にもっとも沿う英訳は Slaughter であり、動物に対しては安楽死でない撲殺・屠殺の意味となる。大規模事件では Massacre がよく使われる。さらに大規模な虐殺は Genocide、Mass killing、Genocidal massacre などと表現されることがある。

## 犯罪
刑事犯罪の分野で酷たらしい手口で殺されたことを示す場合は、「惨殺（死体）」が多く使われている。